# Richard Buerstenbinder
Richard Buerstenbinder (* 12. April 1840 in Berlin; † 20. November 1894 in Braunschweig) war ein deutscher Agrarwissenschaftler.

## Leben und Wirken
Richard Buerstenbinder war der Sohn von Alexander Friedrich Buerstenbinder (1813–??) und Friederike Louise Kroll. Am 24. Mai 1840 wurde er in Berlin-Dorotheenstadt getauft. Er promovierte zum Dr. phil., war Herzoglich Braunschweigischer Ökonomierat und  langjähriger Generalsekretär des „Landwirtschaftlichen Central-Vereins“ des Herzogtums Braunschweig.
Seit 1882 lehrte er als Dozent für Landwirtschaft an der Technischen Universität Braunschweig. Im Rahmen eines Spezialstudiums für Zuckertechniker hielt er Vorlesungen über Anbau und Pflege der Zuckerrübe und über Anbau der wichtigsten einheimischen Fabrikpflanzen. Von ihm stammt der Ausspruch: „Die Produktion von Zucker ist in erster Linie von dem benutzten Rübensamen abhängig, geschieht auf dem Feld und die Zuckerfabrik bildet eigentlich nur das Gebäude zur Entfernung des Nichtzuckers.“
Er schrieb mehrere landwirtschaftliche Fachbücher. 1886 begründete er ein praxisnahes Referateorgan unter dem Titel „Jahres-Bericht über die Erfahrungen und Fortschritte auf dem Gesammtgebiete der Landwirthschaft“, von dem er gemeinsam mit Karl Stammer (1828–1893) acht Jahrgangsbände herausgegeben und redaktionell betreut hat.

## Schriften (Auswahl)
- Die Landwirthschaft des Herzogthums Braunschweig. Meyer, Braunschweig 1881.
- Die Zuckerrübe. Anleitung für den praktischen Landwirth zur Sortenwahl, Samenzucht, Aussaat, Pflege und Ernte der Zuckerrüben sowie zur Erkennung und Abwehr ihrer Feinde und Krankheiten. Gebrüder Haering, Braunschweig 1882. 2. Auflage 1883. 3. Auflage unter dem Titel Die Zuckerrübe. Ein Handbuch für den praktischen Landwirt. Bearbeitet von Martin Ullmann. Gräfe & Sillem, Hamburg 1896.
- Urbarmachung und Verbesserung des Bodens. Anleitung für den praktischen Landwirt zur Vergrößerung der Ertragsfähigkeit und des Kapitalwertes seiner Grundstücke. Parey, Berlin 1886.
- R. Buerstenbinder und K. Stammer (Hrsg.): Jahres-Bericht über die Erfahrungen und Fortschritte auf dem Gesammtgebiete der Landwirthschaft. Zum Gebrauche für praktische Landwirthe. Vieweg und Sohn, Braunschweig, Jahrgang 1–8, 1886–1893.